# Lenormandkarten
Lenormandkarten sind Wahrsagekarten, die nach Marie Anne Lenormand (1772–1843) benannt sind. Das „kleine“, heute fast ausschließlich benutzte Lenormanddeck mit 36 Karten erweist sich schon durch den biedermeierlichen Stil als Produkt des frühen 19. Jahrhunderts. Die „großen“ 54 Lenormandkarten gehen vermutlich auf Tarotkarten von Etteilla (1738–1791) zurück, dessen Karten Marie Anne Lenormand benutzt hatte. Die Erstveröffentlichung der Karten erfolgte erst nach ihrem Tod.
Neben dem Tarot gelten die Lenormandkarten als beliebteste Karten zur Weissagung durch Kartenlegen.

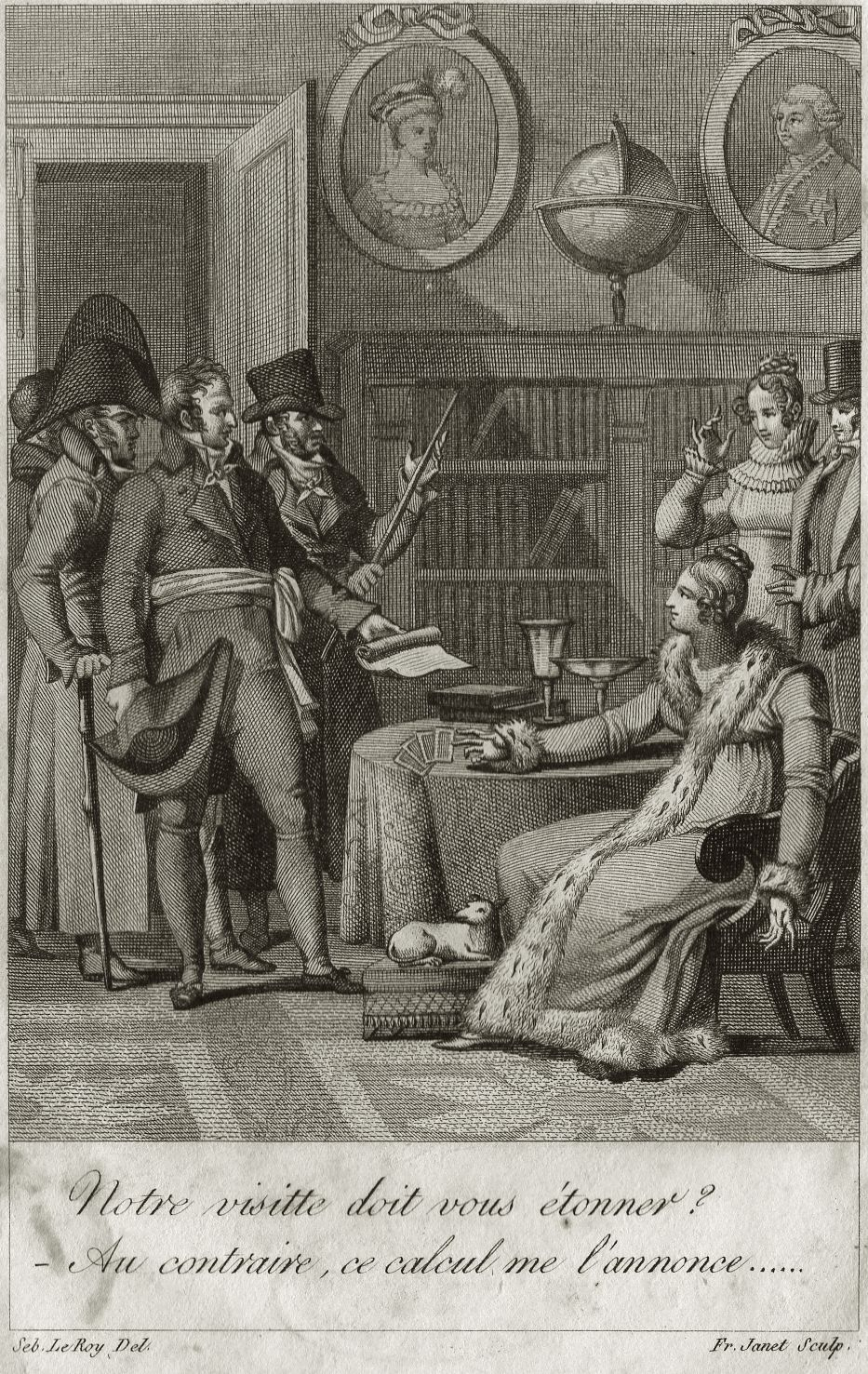
Marie Anne Lenormand, verhaftet in Paris am 11. Dezember 1809.

## Geschichte
Das Grand jeu de Mlle Lenormand erschien zwei Jahre nach ihrem Tod im Jahre 1843 und wurde zusammen mit einer Kollektion von fünf Büchern verkauft. Die Verfasserin benutzte das Pseudonym „Mme la comtesse de ***“ und der Verlag gab keinen Namen, sondern nur eine Adresse „46 rue Vivienne“. Das Spiel hatte 54 Karten, darin enthalten eine weibliche und eine männliche Karte für den Konsultanten. Der Inhalt der 5 Bücher war recht umfassend, Astrologie, Chiromantie und andere Orakelformen wurden behandelt. Die Kartenbilder des großen Spiels, des „astromythologischen Decks“, zeigen Szenen aus der griechischen Mythologie, Sternbilder, Geomantie, 22 Buchstaben (Kabbala), 7 Talismane, Skatkarten und jeweils eine Blume (Blumensprache). Eine Variation der Karten (diesmal mit 55 Karten) wurde ca. 1850 in Deutschland von dem Verlag J.F. Aug. Reiff unter dem Namen Wahrsage-Karten der berühmten Mlle Le Normand produziert.
Ebenfalls ca. 1850 erschien das Petit Lenormand mit 36 Karten. Dieser Spieltypus fand Gestaltung bei Kartenmachern in Deutschland, Österreich, Belgien und in der Schweiz. Detlev Hoffmann hat 1972 nachgewiesen, dass das Spiel auf Das Spiel der Hoffnung, mit neuen Figurenkarten von 36 illum. Blättern. 2. verbesserte Auflage (erschienen ca. 1800 bei G.P.J. Bieling in Nürnberg) zurückgeht, wobei dieses Spiel nur in der Zweitverwendung als Wahrsagespiel gedacht und eigentlich ein Rennspiel mit 2 Würfeln war, bei dem die Karten in der Reihenfolge von 1 bis 36 ausgelegt und bespielt wurden (einzelne Zellen hatten glückliche oder unglückliche Bedeutung wie bei anderen Rennspielen). Symbole und Ziffern waren die gleichen wie beim kleinen Lenormand, jedes Symbol war mit einem Miniatur-Kartenblatt (entweder das Ansbauer Blatt oder Bayrisch-Pariser Blatt) ergänzt. Das Spiel der Hoffnung war entwickelt durch Johann Kaspar Hechtel von Nürnberg.
Jede der Karten enthält neben Bildsymbolen, meist in biedermeierlicher Gestaltung (z. B. Reiter, Haus, Blumenstrauß), die Abbildung einer üblichen Spielkarte im Kleinformat mit den französischen Farben. In einigen Ausgaben ist das Kartenbild durch einen Vers ersetzt, der den Kern der Kartenaussage formulieren soll.
Das kleine Deck mit 36 Karten ist im deutschsprachigen Raum verbreiteter.

## Die 36 Karten des kleinen Decks im Einzelnen
| Nr. | Bild         | entspricht im Skatblatt | Grundbedeutung |
| --- | ------------ | ----------------------- | --- |
| 1.  | Reiter       | Herz Neun               | Gute Nachricht, etwas kommt in Bewegung, (Neu-)Anfang                                                                                |
| 2.  | Klee         | Karo Sechs              | Glück, gutes Gelingen, kein Grund zur Sorge; Zeitfaktor: Kurz                                                                        |
| 3.  | Schiff       | Pik Zehn                | Reise, Entfernung, Umstände verändern sich; auch: Ereignisse auf sich zukommen lassen                                                |
| 4.  | Haus         | Herz König              | Stabilität, Haus, Familie, Autorität, Beständigkeit (auch als Personenkarte)                                                         |
| 5.  | Baum         | Herz Sieben             | Gesundheit, Leben; Zeitfaktor: es dauert noch, lange (Ein Leben lang)                                                                |
| 6.  | Wolken       | Kreuz König             | Unklarheiten, Schwierigkeiten, mangelnde Perspektive (Vernebelt, Medikamente oder ähnliches)                                         |
| 7.  | Schlange     | Kreuz Dame              | Verwicklungen, List, Intelligenz, Verführung, Umwege                                                                                 |
| 8.  | Sarg         | Karo Neun               | Ende, Krankheit, Abschied, Loslassen, physischer Tod                                                                                 |
| 9.  | Blumenstrauß | Pik Dame                | Geschenk, Einladung, Hoffnung, Zufriedenheit, Kreativität und Vielfalt                                                               |
| 10. | Sense        | Karo Bube               | Erfolg Einbringen der Ernte, Lohn der Mühe, Belohnung für Anstrengung; Zeitfaktor: plötzlich, unangekündigt, schneller als erwartet  |
| 11. | Rute         | Kreuz Bube              | Streit, Kommunikation, Diskussion, Auseinandersetzungen, Gespräche                                                                   |
| 12. | Pirole       | Karo Sieben             | Umzug, Aufregung, Unruhe, Nervosität; als Zahl: zwei                                                                                 |
| 13. | Kind         | Pik Bube                | Kind, Neuanfang, Neugier, Unschuld, unbelastet, kleinlich; als Zeitfaktor: bald (meist als Personenkarte)                            |
| 14. | Fuchs        | Kreuz Neun              | Betrug, Lügen, Unehrlichkeit, Falschheit, auch Selbstbetrug oder negative Einstellung; als Zeitfaktor: gar nicht, falscher Zeitpunkt |
| 15. | Bär          | Kreuz Zehn              | Personenkarte, Chef, Sturheit, ältere oder offizielle Person, Stärke, Macht, Besitz                                                  |
| 16. | Sterne       | Herz Sechs              | Klarheit, Eingebung, Spiritualität, Erkenntnis, das große Glück                                                                      |
| 17. | Storch       | Herz Dame               | Veränderungen, eine Reise machen, umziehen, Jobwechsel, Flexibilität                                                                 |
| 18. | Hund         | Herz Zehn               | Treue, Freundschaft, Bindung, festhalten; Zeitfaktor: dauerhaft                                                                      |
| 19. | Turm         | Pik Sechs               | oft Behörde oder Amt, auch Einsamkeit oder Trennung, als Personenkarte: Person in führender Position.                                |
| 20. | Park         | Pik Acht                | Öffentlichkeit, Publikum, Kundschaft, Treffen, offizieller Anlass, etwas ist/wird offen sichtbar                                     |
| 21. | Berg         | Kreuz Acht              | Blockade, Hindernis, Hemmungen, Frust; als Zeitfaktor: zurzeit nicht                                                                 |
| 22. | Weg          | Karo Dame               | eine Entscheidung steht an, Wahl, mehrere Möglichkeiten; als Zahl: 2 oder mehrere                                                    |
| 23. | Mäuse        | Kreuz Sieben            | etwas «nagt» an einem, Verlust, Diebstahl, Reduzierung, Abnahme, Niederlage, Misslingen                                              |
| 24. | Herz         | Herz Bube               | Liebe, Glück, Partnerschaft, innige Gefühle, mit dem Herzen dabei sein                                                               |
| 25. | Ring         | Kreuz Ass               | Partnerschaft, Ehe, auch Verträge, Abmachungen, etwas dreht sich im Kreis, zyklisch, repräsentativ                                   |
| 26. | Buch         | Karo Zehn               | Geheimnis, Verschlossenheit, Unbekanntes, Bildung                                                                                    |
| 27. | Brief        | Pik Sieben              | Nachricht, Telefonat, E-Mail, auch Oberflächlichkeit; als Zeitfaktor: kurzfristig                                                    |
| 28. | Herr         | Herz Ass                | Fragesteller oder Herzensmann |
| 29. | Dame         | Pik Ass                 | Fragestellerin oder Herzensdame |
| 30. | Lilie        | Pik König               | Harmonie, Sexualität, Familie, Intimität                                                                                             |
| 31. | Sonne        | Karo Ass                | Wärme, Energie, Kreativität, Lebenskraft                                                                                             |
| 32. | Mond         | Herz Acht               | Seelenspiegel, Gefühle, Intuition, Psyche, auch Ruhm und Ehre bzw. gesellschaftliche Anerkennung                                     |
| 33. | Schlüssel    | Karo Acht               | Sicherheit, Schlüssel zum Erfolg, Erfüllung, etwas geschieht bestimmt                                                                |
| 34. | Fische       | Karo König              | Finanzen, Besitz, auch (im) Unterbewusstsein wirkende Kräfte (auch negativ wie z. B. Alkohol)                                        |
| 35. | Anker        | Pik Neun                | Arbeit, Beruf, fleißig sein, sich festlegen, in Beziehungen der sprichwörtliche Anker füreinander sein                               |
| 36. | Kreuz        | Kreuz Sechs             | Schicksal, Belastung, Bürde, Karma                                                                                                   |

Anmerkung zur Karte Nr. 12
Diese Karte wird aufgrund der Abbildung oft auch Eulen genannt. Mitunter verlagert sich der Bedeutungsrahmen dann eher in Richtung Weisheit, Nutzung des eigenen Wissens oder Beobachtung der Sachlage.

## Sach- und Personenkarten
Die Lenormandkarten unterscheidet man in Sach- und Personenkarten. Die Personenkarten sind beispielsweise die Dame (Karte Nr. 29), der Herr (Karte Nr. 28), das Kind (Karte Nr. 13). Sachkarten sind das Buch (Karte Nr. 26), der Ring (Karte Nr. 25). Des Weiteren gibt es auch solche, die sowohl Personen als auch Sachen repräsentieren. Dazu zählt z. B. der Bär (Karte Nr. 15) – er steht als Personenkarte für eine ältere Person, Chef, Anwalt oder Unternehmer. Als Sachkarte gesehen, steht er für Besitz, Stärke und Kraft. Situation kann ebenfalls mit den Lenormandkarten dargestellt werden, wobei die Situationskarten unter die Sachkarten gezählt werden. So drückt die Sonne (Karte Nr. 31) Energie und Glück aus, die Wolken (Karte Nr. 6) bedeuten unter anderem Unklarheiten.

## Deutung
Die oben aufgeführten Bedeutungen entsprechen der Grundbedeutung der jeweiligen Karte; je nach Zusammenhang sind weiterführende Interpretationen möglich. Bei einer Legung werden die Bedeutungen der einzelnen Karten durch die umliegenden beeinflusst oder gar negiert.

## Legesysteme
Insbesondere die folgenden Legesysteme bieten sich für die Arbeit mit den Lenormandkarten an:
- Tages-, Wochen- oder Monatskarte – Um das Hauptthema eines vorher festgelegten Zeitraums zu identifizieren oder näher zu ergründen, wird aus dem Gesamtdeck eine Karte gezogen.
- Vergangenheit/Gegenwart/Zukunft – Mittels Auslage von 3 Karten werden die drei zeitlichen Entwicklungsaspekte einer Situation beleuchtet.
- Das Kreuz – Ein einfaches Grundlagensystem, bei dem 4 Karten gezogen werden, die folgende Bedeutung haben:

```
            3 Dies ist der richtige Weg
1 Darum geht es                 2 Dieser Weg ist nicht richtig
               4 Dahin führt es
```

- Entscheidungsspiel – Um die möglichen Entwicklungswege einer Angelegenheit zu beleuchten, werden insgesamt 7 Karten ausgelegt:

```
  3 1 5   Die Karten 3, 1 und 5 stehen für die weitere Entwicklung, wenn die Frage mit Ja beantwortet bzw. die Angelegenheit weiterverfolgt wird.
7         Die 7. Karte gibt Auskunft über den Haupteinfluss in der betreffenden Angelegenheit.
  4 2 6   Die Karten 4, 2 und 6 zeigen an, wie es weitergeht, wenn die Frage mit Nein beantwortet bzw. die Angelegenheit nicht weiterverfolgt wird.
```

- Große Tafel – Hierfür werden alle 36 Karten entweder in 4 Reihen à 9 Karten oder in 5 Reihen (4x8 und darunter mittig 1x4) ausgelegt.
- Keltisches Kreuz – Ein klassisches Legesystem, bei dem in der Regel 10 Karten ausgelegt werden und das auch für die meisten anderen Kartendecks verwendet werden kann.
- Wochen-, Monats- oder Jahreslegung – Um einen genaueren Überblick über anstehende Entwicklungen in einem vorher festgelegten Zeitraum zu bekommen, werden mehrere Karten auf die einzelnen Tage, Wochen oder Monate gelegt. Die Karten werden dann in Kombination gedeutet. Beispiel:

```
Montag       1  8   15        Januar      1  13  25
Dienstag     2  9   16        Februar     2  14  26
Mittwoch     3  10  17        März        3  15  27
Donnerstag   4  11  18        April       4  16  28
Freitag      5  12  19        Mai         5  17  29
Samstag      6  13  20        Juni        6  18  30
Sonntag      7  14  21        Juli        7  19  31
                              August      8  20  32
                              September   9  21  33
                              Oktober    10  22  34
                              November   11  23  35
                              Dezember   12  24  36
```